# IC 3670
IC 3670 је елиптична галаксија у сазвјежђу Дјевица која се налази на листи објеката дубоког неба у Индекс каталогу.
Деклинација објекта је + 11° 46' 24" а ректасцензија 12h 41m 55,0s. Привидна величина (магнитуда) објекта IC 3670 износи 15,0 а фотографска магнитуда 16,0.